# Villa Nora

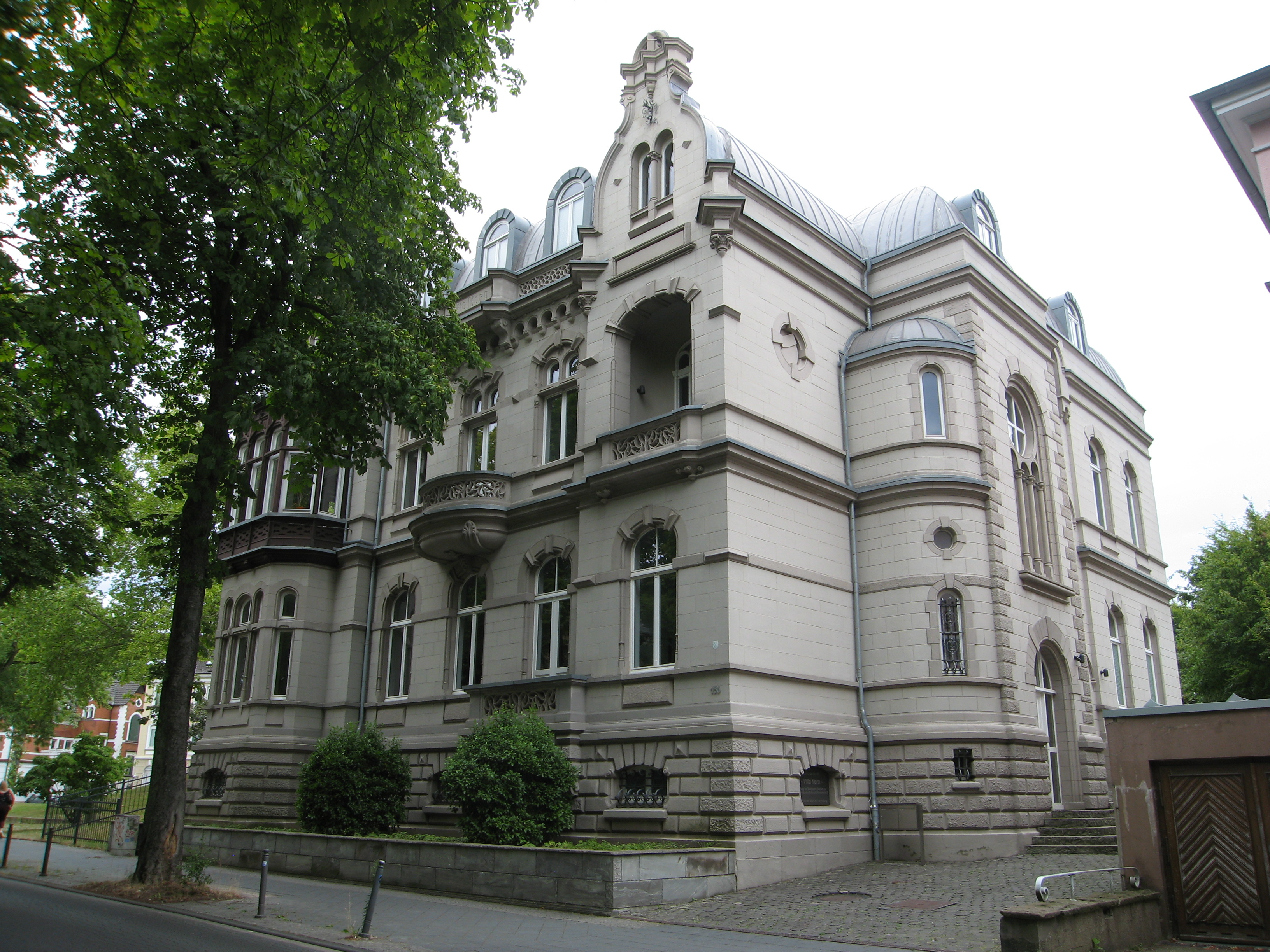
Villa Nora, 2019, Ansicht von der Kortumstraße

Die Villa Nora ist eine ehemalige Unternehmervilla an der Kortumstraße 156 im Stadtparkviertel in Bochum. Sie wurde 1897 bis 1899 für Heinrich Koehler, Generaldirektor der westfälischen Stahlwerke, errichtet. Den Namen erhielt sie durch den Kosenamen von Koehlers Frau Amélie. Heute befindet sich die Villa im Besitz einer Stiftung der Sparkasse Bochum und wird unter anderem für das gegenüberliegende Kunstmuseum Bochum genutzt.
Das repräsentative Etagenwohnhaus im neogotischen Stil mit einer asymmetrischen Straßenfassade mit zweigeschossigem Erker, dessen oberer Teil in Holz ausgeführt ist, und einem übergiebelten Seitenrisalit verfügte über circa 40 Zimmer, einen Herrschafts- und einen getrennten Dienstboteneingang. Die bogenförmige Dachkonstruktion hat einen kleineren Giebel über einer offenen Loggia.
Seit 1989 steht die Villa unter Denkmalschutz. Die komplex gestaltete Villa wird dort wie folgt beschrieben:

„Ende des 19. Jahrhunderts pompös erbaute Villa mit reichhaltiger Gliederung, Schaufront aus Werkstein mit zwei Giebelvorlagen und Erkern, rechts Treppenhausvorbau. An der Rückfront befindet sich eine Treppe zwischen zwei vorgezogenen übergiebelten Seitenrisaliten. Kompliziert gekurvtes Dach, spätgotische Ornamente an frühbarocken Baukörpern. Das Gebäude ist städtebaulich und künstlerisch von Bedeutung.“

Vor dem Beginn des Ersten Weltkriegs übernahm Hans Balcke die Villa, Gründer der nach ihm benannten MAG Balke. Im Mai 1926 konnte hier die Städtische Gemäldegalerie, der Vorläufer des Kunstmuseums Bochum, durch Anmietung im Mai 1926 in die Villa Nora, Kaiser-Wilhelm-Straße 24, schräg gegenüber der heutigen Museumsvilla, einziehen. Hier fand auch der Kunstverein, zur Unterstützung der Gemäldegalerie gegründet, seine Unterkunft. Die Galerie blieb hier bis zu starker Zerstörung im Zweiten Weltkrieg.
Nach dem Zweiten Weltkrieg erwarb die Stadt die Villa und nutzte sie für verschiedene Zwecke, u. a. als Verwaltungsgebäude für die Stadtwerke Bochum, als Schulräume für die benachbarte Goethe-Schule und für die Fachhochschule Bochum. 2006 erwarb dann die Stiftung der Sparkasse Bochum zur Förderung von Kultur und Wissenschaft das Gebäude und ließ ab 2008 durch die  Architekten  Kemper-Steiner & Partner eine umfassende Sanierung und Renovierungen durchführen. Auf der Rückseite entstand ein neuer quaderförmiger Eingang aus einer Stahl- und Glaskonstruktion. Heute beherbergt die Villa im ersten Stock die Verwaltung des Kunstmuseum Bochum und im Erdgeschoss repräsentative Räume der Stiftung.